# Globokar
Globokar je priimek v Sloveniji, ki ga je po podatkih Statističnega urada Republike Slovenije na dan 1. januarja 2010 uporabljalo 146 oseb in je med vsemi priimki po pogostosti uporabe uvrščen na 3.075. mesto.

## Znani nosilci priimka
- Roman Globokar (*1971), rimskokatoliški duhovnik, teolog, pisatelj in pedagog
- Tatjana Globokar (r. Kristan) (1941 - 2009), slovensko-francoska ekonomistka
- Vinko Globokar (*1934), slovensko-francoski pozavnist, skladatelj in dirigent, dopisni član SAZU